# Beverly Crusher
Beverly Crusher je fiktivni lik iz američke znastveno-fantastične serije Zvjezdane staze koju glumi Gates McFadden. Pojavljuje se u serijalu Nova generacija te u filmovima: Generacije, Prvi kontakt, Pobuna i Nemesis.